# Starachowice Fabryczne
Starachowice Fabryczne – dawna osada, od 1939 część Starachowic, położona w centralnej części miasta, na prawym brzegu Kamiennej, w okolicy ulicy Radomskiej. Ma charakter miejsko-przemysłowy.

## Historia
Starachowice Fabryczne to dawna osada fabryczna, utworzona na północ od wsi Starachowice w I połowie XIX w. dla obsługi największego ośrodka przemysłu metalowego Królestwa Polskiego, w obrębie Staropolskiego Zagłębia Przemysłowego.
Do 1933 roku Starachowice Fabryczne stanowiły część wsi Starachowice. Początkowo, w latach 1867–1870, należały do gminie Starachowice w powiecie iłżeckim w guberni kieleckiej. 13 stycznia 1870 gmina Starachowice została zniesiona w związku z przyłączeniem do niej pozbawionego praw miejskich Wierzbnika i równoczesnym przemianowaniem jednostki na gminę Wierzbnik. 18 sierpnia 1916 z gminy Wierzbnik wyłączono Wierzbnik, przekształcając go w odrębną gminę miejską, a już 1 listopada 1916 z pozostałej części gminy Wierzbnik (ze Starachowicami) utworzono nową gminę Styków.
W II RP Starachowice przynależały do woj. kieleckiego (powiat iłżecki), gdzie w 1921 roku (wieś i osada fabryczna łącznie) liczyły 3474 mieszkańców. 31 października 1933 Starachowice (w gminie Styków) podzielono na część wiejską i część fabryczną. Starachowice (Wieś) utworzyły gromadę o nazwie Starachowice, składającą się ze wsi Starachowice oraz gruntów kolejowych, natomiast w nowo powstałej osadzie Starachowice Fabryczne (utworzonej z kolonii Majówka, Bugaj, Sztolnia, Przykościelna, Robotnicza, Urzędnicza i innych) utworzono gromadę o nazwie Starachowice Fabryczne.
Gromadę Starachowice Fabryczne zniesiono 1 kwietnia 1939 w związku z połączeniem jej z miastem Wierzbnikiem. Nowemu organizmowi miejskiemu nadano nazwę Starachowice-Wierzbnik. Natomiast Starachowice-Wieś zachowały swoją odrębność do 1 lipca 1952.